# Ptyas fusca
Ptyas fusca är en ormart som beskrevs av Günther 1858. Ptyas fusca ingår i släktet Ptyas och familjen snokar. Inga underarter finns listade i Catalogue of Life.
Denna orm förekommer på södra Malackahalvön, Borneo, Sumatra och på flera mindre öar i regionen. Arten lever i låglandet och i bergstrakter upp till 1300 meter över havet. Habitatet utgörs av olika skogar samt av andra landskap med träd. Individerna vilar i träd (ibland 10 meter över marken). Honor lägger ägg.
För beståndet är inga hot kända. IUCN kategoriserar arten globalt som livskraftig.